# Assoro
Assoro település Olaszországban, Szicília régióban, Enna megyében. Lakosainak száma 4827 fő (2023. január 1.). Assoro Enna, Nissoria, Raddusa, Ramacca, Valguarnera Caropepe, Agira, Leonforte és Piazza Armerina községekkel határos.

## Népesség
A település népességének változása:
| Lakosok száma | 5135 | 5090 | 4827 |
|               | 2017 | 2018 | 2023 |